# Hainosaurus
Hainosaurus (nach dem Fluss Haine) ist eine Gattung der Mosasaurier aus der Zeit der Oberkreide.
Es wurden drei Arten beschrieben: H. bernardi, dessen fossile Überreste in Belgien gefunden wurden, H. pembinensis aus frühen Campanium von Manitoba und Hainosaurus gaudryi aus dem Santonium von Frankreich. Ein 65 Millionen Jahre alter, nur teilweise erhaltener Schädel, der auf der Seymour-Insel östlich der Nordspitze  der Antarktischen Halbinsel gefunden wurde, könnte von Hainosaurus oder seinem nahen Verwandten Tylosaurus stammen. Andere Funde stammen z. B. aus Schweden, Polen und Deutschland.

## Merkmale
Hainosaurus war neben Mosasaurus hoffmannii einer der größten Mosasaurier und konnte 12 bis 17 Meter lang werden. Er hatte einen verlängerten Körper und wies 53 Präcaudalwirbel auf – die meisten von allen Mosasauriern (alle Wirbel außer denen des Schwanzes (lat. cauda)), Tylosaurus besaß 35. Hainosaurus hatte allerdings einen kürzeren Schwanz als Tylosaurus mit weniger Schwanzwirbeln.
Der 1,5 Meter lange Schädel hatte die Form einer Pfeilspitze und ein verstärktes, zahnloses Rostrum. Er konnte möglicherweise dazu eingesetzt werden, Beute oder Rivalen durch Rammstöße zu töten oder kampfunfähig zu machen, ähnlich wie Delfine im Kampf gegen Haie. Im Institut Royal des Sciences Naturelles de Belgique befindet sich ein Fossil von Mosasaurus hoffmannii, dessen Hirnschädel durch einen starken Stoß eingedrückt wurde. Die Zähne von Hainosaurus waren gesägt. Im Magen eines Exemplars fand man Schildkrötenteile.